# 朱塞佩·马特拉齐
朱塞佩·马特拉齐（Giuseppe Materazzi，1946年1月5日—），意大利足球教练，后卫马尔科·马特拉齐的父亲。

## 执教生涯
在朱塞佩·马特拉齐退役后，他先后执教了比萨、拉齐奥、巴里、帕多瓦、布雷西亚、皮亚琴察和里斯本竞技足球俱乐部。
2002年12月加入中国的天津泰达足球队，签约3年。由于带队成绩不理想启用他一年就遭俱乐部直接解雇，没有支付朱塞佩·马特拉齐违约金。朱塞佩·马特拉齐从此开始游走于国际足联和国际体育仲裁法庭之间要求天津泰达队赔偿，国际体育仲裁法庭最终判决天津泰达队赔偿150万美元违约金。

## 参看
- 马尔科·马特拉齐